# François Schollaert
 (décembre 2017).
Si vous disposez d'ouvrages ou d'articles de référence ou si vous connaissez des sites web de qualité traitant du thème abordé ici, merci de compléter l'article en donnant les références utiles à sa vérifiabilité et en les liant à la section « Notes et références ».
François Schollaert (ou Frans Schollaert), né le 19 août 1851 à Wilsele et mort le 29 juin 1917 à Sainte-Adresse en France, est un avocat et un homme d'État belge membre du Parti catholique. Il est Premier ministre de la Belgique entre 1908 et 1911. Il est l'une des grandes personnalités de la droite de son époque.

## Biographie
François Victor Marie Ghislain Schollaert, né le 19 août 1851 à Wilsele, est le fils de François Schollaert et de Jeanne Marie Ghislaine Van der Schrieck. Son père est aussi impliqué en politique il est député dans l’arrondissement de Louvain jusqu’à sa mort. Il est aussi le beau-frère de George Helleputte, qui a épousé sa sœur. 
Il étudie à l’Université catholique de Louvain et y reçoit le titre de docteur en droit en 1875. En 1875, il s’inscrit au barreau de Louvain et devient avocat. Sa carrière politique débute avec son élection de député à la Chambre des représentants dans l’arrondissement de Louvain en 1888. Il exercera ce mandat jusqu’à son décès. En 1895, il est pour la première fois ministre dans le gouvernement de Burlet et y occupe le poste de ministre de l’Intérieur et de l’Instruction publique. Il garde son portefeuille de ministre pendant les deux législatures suivantes, respectivement celles du gouvernement de Smet de Naeyer et du gouvernement Vandenpeereboom. À la chute du gouvernement Vandenpeereboom en 1901, il est nommé président de la Chambre des représentants. Il est ensuite Premier ministre entre le 9 janvier 1908 et le 17 juin 1911. À ce poste, il fait voter la Charte coloniale de 1908 qui formalise la reprise du Congo par la Belgique. De 1912 à 1917, il redevient président de la Chambre des représentants jusqu’à son décès. Durant la Première Guerre mondiale, il s'exile en août 1914 avec le reste du gouvernement belge à Anvers puis, en novembre 1914, au Havre.

## Carrière politique

### Le Congo
C'est en 1907 que le problème du Congo se pose, car l'État indépendant du Congo est à la base une possession privée du roi Léopold II de Belgique. C'est en fait le gouvernement de Trooz qui n'a pas été conçu pour durer qui s'est d'abord posé cette question des colonies belges. En effet, le projet traité (ou charte) coloniale à la base de la création du Congo belge nous vient de Jules de Trooz, chef de cabinet belge et prédécesseur de François Schollaert en 1907. Ce traité portait comme indiqué dans la déclaration gouvernementale de Jules de Trooz sur la reprise du Congo par l'État belge. Cependant de Trooz n'aura malheureusement pas le temps de porter son projet de traité devant la chambre des représentants étant donné qu'il décéda le 31 décembre 1907. C'est donc François Schollaert qui le remplaça au poste de Premier ministre, et, par cette même occasion, c'est lui qui portait le projet de traité devant la Chambre des représentants et qui négocia ce traité. C'est en sachant « gagner la confiance du vieux monarque et l'adhésion des Chambres » que François Schollaert eut gain de cause et sut faire passer ce traité qui faisait de l'État indépendant du Congo, la nouvelle colonie belge. C'est donc ce traité qui mena à la constitution du Congo Belge.

### Ses réformes scolaires

#### La réforme de 1895
La première de ses réformes fut celle du 15 septembre 1895 qu'il proposa lorsqu'il était ministre de l'Intérieur et de l'Instruction publique. C'est par cette loi qu'il rendit le cours de religion obligatoire dans les écoles de l'enseignement primaire. Selon Clemenceau : « Il a décidé de retirer aux communes le droit de se prononcer sur l'instruction religieuse et l'école [...] La demande de dispense de ce cours ne sera accordée que sur demande expresse des parents. » Cette réforme comme rapporté dans le Dictionnaire Clemenceau sera définie par Clemenceau comme une « mission de ramener dans le giron du pape les ouailles dispersées par le vent des révolutions ».

#### La réforme de 1911 sur les subventions accordées aux écoles primaires catholiques.
La deuxième réforme scolaire fut celle qu'il voulut faire adopter lorsqu'il exerçait la fonction de Chef de cabinet belge combiné à la fonction de ministre des Sciences et des Arts. Il présenta aux chambres un projet de loi en 1911. Ce projet de loi concernait les subventions accordées aux écoles primaires catholiques. Selon cette loi, chaque famille se verrait accorder un bon pour les enfants âgés entre 6 et 14 ans. Ce bon servirait aux familles à remettre à l'école catholique de leur choix et il serait donc grâce à ce bon que l'école serait subsidiée par l'État. En effet, les subventions pour les écoles seraient alors accordées en fonction du nombre d'élèves inscrits dans l'école. Cependant ce projet de loi fut décrié par de nombreuses personnes et associations. Il ne fut en particulier pas vu d'un bon œil par La ligue de l'Enseignement qui y voyait un moyen de forcer les parents à inscrire leurs enfants dans des écoles catholiques et ainsi voir l'emprise du Clergé s'agrandir sur l'enseignement.

### La loi sur le service militaire personnel
Après sa victoire lors de la conclusion du Charte coloniale sur le Congo, François Schollaert ne voulut pas s'arrêter en si bon chemin et c'est pourquoi, en 1909, il décida d'offrir au roi Léopold II de Belgique une armée digne de ce nom. En effet, par cette loi de 1909, François Schollaert rendait le service militaire personnel obligatoire à raison d'un fils par famille en Belgique. Ce qui changeait fortement du passé car avant cette loi de 1909, la désignation pour ce service militaire personnel se faisait par tirage au sort.
À noter que cette loi devint plus contraignante en 1913, le service militaire personnel devenant obligatoire et universel. C'est-à-dire qu'il ne suffisait maintenant plus que d'un seul fils par famille mais que dès à présent tous les jeunes hommes devait exécuter leur service militaire.

## Fonctions
François Schollaert a exercé de nombreuses fonctions au sein du monde politique belge :
-         1888 - 1917 : député de l’arrondissement de Louvain ;
-         1895 - 1899 : ministre de l’Intérieur et de l’Instruction publique ;
-         1901 - 1908 : président de la Chambre des représentants ;
-         1907 : ministre d’État ;
-         1908 - 1911 : Premier ministre (chef de cabinet belge) ;
-         1908 - 1910 : ministre de l’Intérieur ;
-         1908 - 1910 : ministre de l’Agriculture ;
-         1910 - 1911 : ministre des Sciences et des Arts ;
-         1912 - 1912 : président de la Chambre des représentants.

## Honneurs
- Comme son père, il a reçu la distinction de ministre d’État.
- Grand-croix de l'ordre de la Couronne (Belgique).
- Grand officier de l'ordre de Léopold (Belgique).
- Croix Civique de 1re Classe (Belgique).
- Médaille Commémorative du Règne de Léopold II (Belgique).
- Grand-croix de la Légion d'honneur (France).
- Commandeur de l'ordre du Mérite Agronomique (France).
- Grand-Croix de l'ordre de l'Étoile (Roumanie).
- Grand-Croix de l'ordre Pontifical de Pie IX (Vatican).
- Grand-croix de l'ordre de Saint-Olaf (Norvège).